# 세광학원 (세광고등학교)
학교법인 세광학원(學校法人 世光學院)은 대한민국의 학교법인이다. 1949년에 대한예수교장로회 충북노회 유지재단의 인가를 받아 설립되었으며, 현재 이사장은 최원영이다.

## 발자취
- 1949년 2월 15일 : 대한예수교장로회 충북노회 유지재단 인가
- 1955년 8월 8일 : 재단법인 세광학원으로 개칭인가
- 1964년 1월 25일 : 학교법인 세광학원으로 개칭인가
- 1986년 8월 1일 : 제8대 이사장 이쾌재 목사 취임
- 2012년 2월 7일 : 제9대 이사장 조성훈 前 충청북도 정무부지사 취임

## 구성
- 세광고등학교
- 세광중학교